# Municipio de Moyock
El municipio de Moyock (en inglés: Moyock Township) es un municipio ubicado en el  condado de Currituck en el estado estadounidense de Carolina del Norte. En el año 2010 tenía una población de 6.879 habitantes.

## Geografía
El municipio de Moyock se encuentra ubicado en las coordenadas 36°30′32.55″N 76°9′57.76″O / 36.5090417, -76.1660444.